# Giải Sư tử vàng
Giải Sư tử vàng (tiếng Ý: Leone d’Oro) là giải cao nhất của Liên hoan phim Venezia trao cho một phim tham gia Liên hoan phim này. Giải được Ban tổ chức Liên hoan phim Venezia lập ra năm 1949 và nay được coi là một trong các giải cao quý của ngành điện ảnh. Năm 1970, một giải Sư tử vàng thứ hai được lập ra: đây là Giải danh dự cho người có đóng góp quan trọng cho ngành điện ảnh.
Từ năm 1949 giải mang tên "Giải Sư tử vàng của thánh Marco". Trước giải này, có một giải tương đương là giải Gran Premio Internazionale di Venezia (Giải thưởng lớn quốc tế của Venezia), được trao năm 1947 và 1948. Trước đó, từ năm 1934 tới năm 1942, giải cao nhất là Cúp Mussolini (Coppa Mussolini) cho phim Ý và phim nước ngoài hay nhất.
Từ năm 1969 tới 1979, không trao giải Sư tử vàng. Theo website chính thức của "Hội hè Venezia hai năm một lần" thì việc gián đoạn này là do giải năm 1968 được trao cho phim thử nghiệm Die Artisten in der Zirkuskuppel: Ratlos bằng một tượng từ thời phát xít, không hợp với không khí chính trị chung và bị phản đối."

## Sư tử vàng
Danh sách những bộ phim dưới đây đoạt giải Sư tử vàng hoặc các hạng mục chính của Liên hoan phim Venezia:
| Năm                                            | Tựa tiếng Anh                                    | Tựa gốc                                            | Đạo diễn               | Quốc gia sản xuất        |
| ---------------------------------------------- | ------------------------------------------------ | -------------------------------------------------- | ---------------------- | ------------------------ |
| Thập niên 1940                                 |                                                  |                                                    |                        |                          |
| 1946–1948: Giải thưởng lớn quốc tế của Venezia |                                                  |                                                    |                        |                          |
| 1946                                           | The Southerner                                   | The Southerner                                     | Jean Renoir            | Mỹ                       |
| 1947                                           | The Strike                                       | Siréna                                             | Karel Steklý           | Tiệp Khắc                |
| 1948                                           | Hamlet                                           | Hamlet                                             | Laurence Olivier       | L.H. Anh                 |
| 1949–nay: Sư tử vàng                           |                                                  |                                                    |                        |                          |
| 1949                                           | Manon                                            | Manon                                              | Henri-Georges Clouzot  | Pháp                     |
| Thập niên 1950                                 |                                                  |                                                    |                        |                          |
| 1950                                           | Justice Is Done                                  | Justice est faite                                  | André Cayatte          | Pháp                     |
| 1951                                           | Rashomon                                         | 羅生門 / Rashōmon                                  | Akira Kurosawa         | Nhật Bản                 |
| 1952                                           | Forbidden Games                                  | Jeux interdits                                     | René Clément           | Pháp                     |
| 1953                                           | Không trao giải                                  | Không trao giải                                    | Không trao giải        | Không trao giải          |
| 1954                                           | Romeo and Juliet                                 | Romeo and Juliet                                   | Renato Castellani      | Ý                        |
| 1955                                           | The Word                                         | Ordet                                              | Carl Theodor Dreyer    | Đan Mạch                 |
| 1956                                           | Không trao giải                                  | Không trao giải                                    | Không trao giải        | Không trao giải          |
| 1957                                           | The Unvanquished                                 | অপরাজিত / Aparajito                                  | Satyajit Ray           | Ấn Độ                    |
| 1958                                           | Rickshaw Man                                     | 無法松の一生 / Muhomatsu no issho                  | Hiroshi Inagaki        | Nhật Bản                 |
| 1959                                           | General della Rovere (đồng giải)                 | Il generale della Rovere                           | Roberto Rossellini     | Ý                        |
| 1959                                           | The Great War (đồng giải)                        | La grande guerra                                   | Mario Monicelli        | Ý                        |
| Thập niên 1960                                 |                                                  |                                                    |                        |                          |
| 1960                                           | Tomorrow Is My Turn                              | Le passage du Rhin                                 | André Cayatte          | Pháp                     |
| 1961                                           | Last Year in Marienbad                           | L'année dernière à Marienbad                       | Alain Resnais          | Pháp                     |
| 1962                                           | Family Diary (đồng giải)                         | Cronaca familiare                                  | Valerio Zurlini        | Ý                        |
| 1962                                           | Ivan's Childhood (đồng giải)                     | Ива́ново де́тство / Ivanovo detstvo                  | Andrei Tarkovsky       | Liên Xô                  |
| 1963                                           | Hands Over the City                              | Le mani sulla città                                | Francesco Rosi         | Ý                        |
| 1964                                           | Red Desert                                       | Il deserto rosso                                   | Michelangelo Antonioni | Ý                        |
| 1965                                           | Sandra of a Thousand Delights                    | Vaghe stelle dell'Orsa...                          | Luchino Visconti       | Ý                        |
| 1966                                           | The Battle of Algiers                            | La battaglia di Algeri                             | Gillo Pontecorvo       | Ý, Algeria               |
| 1967                                           | Beauty of the Day                                | Belle de jour                                      | Luis Buñuel            | Pháp                     |
| 1968                                           | Artists Under the Big Top: Perplexed             | Die Artisten in der Zirkuskuppel: Ratlos           | Alexander Kluge        | Tây Đức                  |
| 1969–79                                        | Không trao giải                                  | Không trao giải                                    | Không trao giải        | Không trao giải          |
| Thập niên 1980                                 |                                                  |                                                    |                        |                          |
| 1980                                           | Atlantic City (đồng giải)                        | Atlantic City (đồng giải)                          | Louis Malle            | Canada, Pháp             |
| 1980                                           | Gloria (đồng giải)                               | Gloria (đồng giải)                                 | John Cassavetes        | Mỹ                       |
| 1981                                           | Marianne and Juliane                             | Die Bleierne Zeit                                  | Margarethe von Trotta  | Tây Đức                  |
| 1982                                           | The State of Things                              | Der Stand der Dinge                                | Wim Wenders            | Tây Đức                  |
| 1983                                           | First Name: Carmen                               | Prénom Carmen                                      | Jean-Luc Godard        | Pháp                     |
| 1984                                           | A Year of the Quiet Sun                          | Rok spokojnego słońca                              | Krzysztof Zanussi      | Ba Lan                   |
| 1985                                           | Vagabond                                         | Sans toit ni loi                                   | Agnès Varda            | Pháp                     |
| 1986                                           | The Green Ray                                    | Le rayon vert                                      | Éric Rohmer            | Pháp                     |
| 1987                                           | Au revoir les enfants                            | Au revoir les enfants                              | Louis Malle            | Pháp                     |
| 1988                                           | The Legend of the Holy Drinker                   | La leggenda del santo bevitore                     | Ermanno Olmi           | Ý                        |
| 1989                                           | A City of Sadness                                | 悲情城市 / Bei qing cheng shi                      | Hou Hsiao-hsien        | Đài Loan                 |
| Thập niên 1990                                 |                                                  |                                                    |                        |                          |
| 1990                                           | Rosencrantz & Guildenstern Are Dead              | Rosencrantz & Guildenstern Are Dead                | Tom Stoppard           | L.H. Anh, Mỹ             |
| 1991                                           | Close to Eden                                    | Урга / Urga                                        | Nikita Mikhalkov       | Liên Xô                  |
| 1992                                           | The Story of Qiu Ju                              | 秋菊打官司 / Qiu Ju da guan si                     | Trương Nghệ Mưu        | Trung Quốc               |
| 1993                                           | Short Cuts (đồng giải)                           | Short Cuts (đồng giải)                             | Robert Altman          | Mỹ                       |
| 1993                                           | Three Colors: Blue (đồng giải)                   | Trois couleurs: Bleu                               | Krzysztof Kieślowski   | Pháp, Poland             |
| 1994                                           | Vive L'Amour (đồng giải)                         | 愛情萬歲 / Ai qing wan sui                         | Tsai Ming-liang        | Đài Loan                 |
| 1994                                           | Before the Rain (đồng giải)                      | Пред дождот / Pred doždot                          | Milčo Mančevski        | Cộng hòa Macedonia       |
| 1995                                           | Cyclo                                            | Xích lô                                            | Trần Anh Hùng          | Pháp, Việt Nam           |
| 1996                                           | Michael Collins                                  | Michael Collins                                    | Neil Jordan            | Ireland                  |
| 1997                                           | Fireworks                                        | はなび / Hana-bi                                   | Takeshi Kitano         | Nhật Bản                 |
| 1998                                           | The Way We Laughed                               | Così ridevano                                      | Gianni Amelio          | Ý                        |
| 1999                                           | No One Less                                      | 一个都不能少 / Yi ge dou bu neng shao              | Trương Nghệ Mưu        | Trung Quốc               |
| Thập niên 2000                                 |                                                  |                                                    |                        |                          |
| 2000                                           | The Circle                                       | دایره / Dayereh                                    | Jafar Panahi           | Iran                     |
| 2001                                           | Monsoon Wedding                                  | मानसून वैडिंग                                           | Mira Nair              | Ấn Độ, Mỹ                |
| 2002                                           | The Magdalene Sisters                            | The Magdalene Sisters                              | Peter Mullan           | Ireland                  |
| 2003                                           | The Return                                       | Возвращение / Vozvrashcheniye                      | Andrey Zvyagintsev     | Nga                      |
| 2004                                           | Vera Drake                                       | Vera Drake                                         | Mike Leigh             | L.H. Anh                 |
| 2005                                           | Brokeback Mountain                               | Brokeback Mountain                                 | Lý An                  | Mỹ                       |
| 2006                                           | Still Life                                       | 三峡好人 / Sanxia haoren                           | Giả Chương Kha         | Trung Quốc               |
| 2007                                           | Sắc, Giới                                        | 色，戒 / Se, jie                                   | Lý An                  | Trung Quốc, Đài Loan, Mỹ |
| 2008                                           | The Wrestler                                     | The Wrestler                                       | Darren Aronofsky       | Mỹ                       |
| 2009                                           | Lebanon                                          | לבנון                                              | Samuel Maoz            | Israel                   |
| Thập niên 2010                                 |                                                  |                                                    |                        |                          |
| 2010                                           | Somewhere                                        | Somewhere                                          | Sofia Coppola          | Mỹ                       |
| 2011                                           | Faust                                            | Фауст                                              | Alexander Sokurov      | Nga                      |
| 2012                                           | Pietà                                            | 피에타 / Pieta                                     | Kim Ki-duk             | Hàn Quốc                 |
| 2013                                           | Sacro GRA                                        | Sacro GRA                                          | Gianfranco Rosi        | Ý                        |
| 2014                                           | A Pigeon Sat on a Branch Reflecting on Existence | En duva satt på en gren och funderade på tillvaron | Roy Andersson          | Thụy Điển                |
| 2015                                           | From Afar                                        | Desde allá                                         | Lorenzo Vigas          | Venezuela                |
| 2016                                           | The Woman Who Left                               | Ang Babaeng Humayo                                 | Lav Diaz               | Philippines              |
| 2017                                           | The Shape of Water                               | The Shape of Water                                 | Guillermo del Toro     | Mỹ                       |
| 2018                                           | Roma                                             | Roma                                               | Alfonso Cuarón         | Mexico                   |
| 2019                                           | Joker                                            | Joker                                              | Todd Phillips          | Mỹ                       |

## Giải Sư tử vàng – Giải danh dự
| Năm  | Người đoạt giải |
| ---- | --- |
| 1970 | Orson Welles |
| 1971 | Ingmar Bergman, Marcel Carné, Charles Aznavour & John Ford |
| 1972 | Charles Chaplin, Anatoly Golovnya & Billy Wilder |
| 1982 | Alessandro Blasetti, Luis Buñuel, Frank Capra, George Cukor, Jean-Luc Godard, Sergei Yutkevich, Alexander Kluge, Akira Kurosawa, Michael Powell, Satyajit Ray, King Vidor & Cesare Zavattini |
| 1983 | Michelangelo Antonioni |
| 1985 | Manoel de Oliveira, John Huston & Federico Fellini |
| 1986 | Paolo Taviani & Vittorio Taviani |
| 1987 | Luigi Comencini & Joseph L. Mankiewicz |
| 1988 | Joris Ivens |
| 1989 | Robert Bresson |
| 1990 | Marcello Mastroianni & Miklos Jancso |
| 1991 | Mario Monicelli & Gian Maria Volonté |
| 1992 | Jeanne Moreau, Francis Ford Coppola & Paolo Villaggio |
| 1993 | Steven Spielberg, Robert De Niro, Roman Polanski & Claudia Cardinale |
| 1994 | Al Pacino, Suso Cecchi d'Amico & Ken Loach |
| 1995 | Woody Allen, Monica Vitti, Martin Scorsese, Alberto Sordi, Ennio Morricone, Giuseppe de Santis, Goffredo Lombardo & Alain Resnais                                                            |
| 1996 | Robert Altman, Vittorio Gassman, Dustin Hoffman & Michele Morgan |
| 1997 | Gerard Depardieu, Stanley Kubrick & Alida Valli |
| 1998 | Warren Beatty, Sophia Loren & Andrzej Wajda |
| 1999 | Jerry Lewis |
| 2000 | Clint Eastwood & Éric Rohmer |
| 2002 | Dino Risi |
| 2003 | Dino De Laurentiis & Omar Sharif |
| 2004 | Stanley Donen & Manoel de Oliveira |
| 2005 | Hayao Miyazaki & Stefania Sandrelli |
| 2006 | David Lynch |
| 2007 | Tim Burton |
| 2008 | Ermanno Olmi |